# Ernst Schneider (Märtyrer)
Ernst Schneider (* 22. April 1914 in Heppenheim (Bergstraße); † 26. Mai 1944 in Berlin-Tegel) war ein deutscher römisch-katholischer Kaufmann und Märtyrer.

## Leben
Ernst Schneider wuchs als Sohn eines Eisenwarenhändlers in Heppenheim an der Bergstraße auf. Da zur Übernahme des elterlichen Geschäftes das Abitur nicht nötig war, begnügte er sich trotz Neigung zu Literatur und Schauspiel mit der Mittleren Reife. Im Mai 1943 gab er als Obergefreiter der Wehrmacht in einer Viererrunde bei Tisch in einem Restaurant in Berlin-Charlottenburg eine Kostprobe seines Könnens und Wissens, indem er SS-Größen nachahmte, den Untergang des Afrika-Korps beklagte, Martin Buber zitierte, aus Friedrich Schillers Braut von Messina den Vers „Auf den Bergen ist Freiheit“ deklamierte und erklärte: „Die Schweiz ist das freieste Land der Erde.“ Er wurde denunziert und am 19. Oktober 1943 von einem Militärgericht zum Tode verurteilt. Am 26. Mai 1944 erlitt er den Tod durch Erschießen.

## Zitate
Aus seiner Zelle schrieb er: „Es ist nichts so wahr, als dass außerordentliche Unglücksfälle, wenn der Mensch sich einmal entschließt, ihnen mit außerordentlichen Mitteln zu begegnen, und alle seine Kräfte gegen sie zu richten, dazu dienen, ihn über sich selbst zu erheben, und die Kräfte des Gemütes und des Verstandes in ihm aufregen, von deren Dasein er selbst nichts ahnte.“
„Meine letzten Gedanken sind durchglüht von dem, was zu mir kommt. Nicht jedem widerfährt die große Gnade, zu wissen, wann und wo der Abschied vom irdischen Leben eintritt. Wie ruhig und klar kann ich dem Sterben, dem Trennen von Leib und Seele entgegengehen. Um diesen Tod bin ich fast zu beneiden.“

## Gedenken
Die deutsche Römisch-katholische Kirche hat Ernst Schneider als Märtyrer aus der Zeit des Nationalsozialismus in das deutsche Martyrologium des 20. Jahrhunderts aufgenommen. In Heppenheim ist eine Straße nach ihm benannt.